# Puchar Ukrainy w piłce nożnej
Kolejne rozgrywki w Puchar Ukrainy w piłce nożnej mężczyzn
- Puchar Ukrainy w piłce nożnej (1992)
- Puchar Ukrainy w piłce nożnej (1992/1993)
- Puchar Ukrainy w piłce nożnej (1993/1994)
- Puchar Ukrainy w piłce nożnej (1994/1995)
- Puchar Ukrainy w piłce nożnej (1995/1996)
- Puchar Ukrainy w piłce nożnej (1996/1997)
- Puchar Ukrainy w piłce nożnej (1997/1998)
- Puchar Ukrainy w piłce nożnej (1998/1999)
- Puchar Ukrainy w piłce nożnej (1999/2000)
- Puchar Ukrainy w piłce nożnej (2000/2001)
- Puchar Ukrainy w piłce nożnej (2001/2002)
- Puchar Ukrainy w piłce nożnej (2002/2003)
- Puchar Ukrainy w piłce nożnej (2003/2004)
- Puchar Ukrainy w piłce nożnej (2004/2005)
- Puchar Ukrainy w piłce nożnej (2005/2006)
- Puchar Ukrainy w piłce nożnej (2006/2007)
- Puchar Ukrainy w piłce nożnej (2007/2008)
- Puchar Ukrainy w piłce nożnej (2008/2009)
- Puchar Ukrainy w piłce nożnej (2009/2010)
- Puchar Ukrainy w piłce nożnej (2010/2011)
- Puchar Ukrainy w piłce nożnej (2011/2012)
- Puchar Ukrainy w piłce nożnej (2012/2013)
- Puchar Ukrainy w piłce nożnej (2013/2014)
- Puchar Ukrainy w piłce nożnej (2014/2015)
- Puchar Ukrainy w piłce nożnej (2015/2016)
- Puchar Ukrainy w piłce nożnej (2016/2017)
- Puchar Ukrainy w piłce nożnej (2017/2018)
- Puchar Ukrainy w piłce nożnej (2018/2019)
- Puchar Ukrainy w piłce nożnej (2019/2020)
- Puchar Ukrainy w piłce nożnej (2020/2021)
- Puchar Ukrainy w piłce nożnej (2021/2022)
- Puchar Ukrainy w piłce nożnej (2023/2024)
- Puchar Ukrainy w piłce nożnej (2024/2025)